# Johan Polak

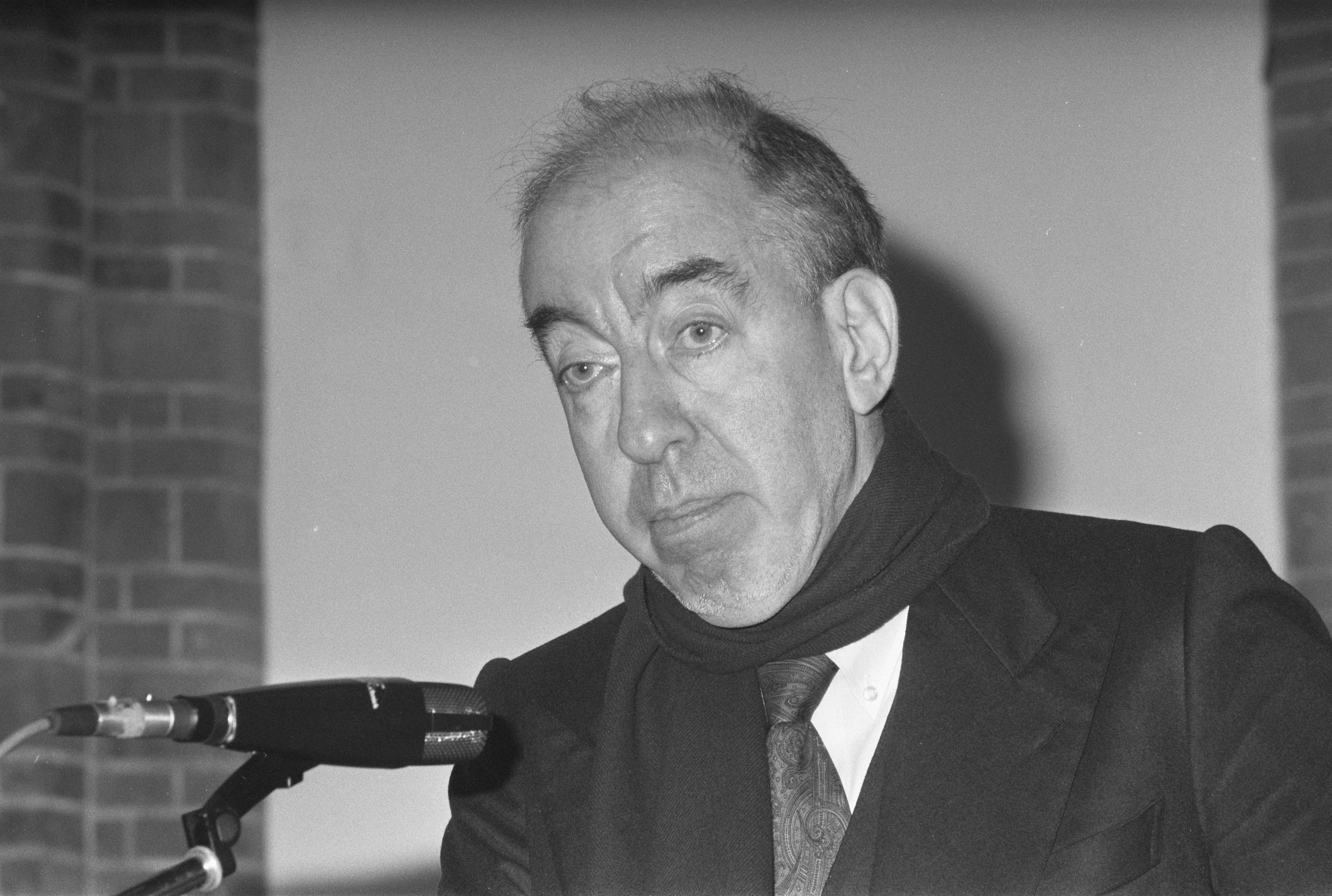
Johan Polak in 1987

Johan Bertus Wouter Polak (Amsterdam, 12 november 1928 – Arnhem, 25 mei 1992) was een Nederlandse uitgever, essayist, bibliofiel, vertaler en mecenas.

## Familie
Polak doorliep de HBS. Hij stamde uit een ontwikkeld en welgesteld Joods gezin. Hij was een oomzegger van de Groningse filosoof en rechtsgeleerde Leo Polak en de schrijver Siegfried van Praag. Zijn vader, een gemeenteambtenaar, overleed toen Johan elf jaar was.
Zijn moeder, Sara Schwarz, was een van de drie erfgenamen van de in 1889 gestichte essence-fabriek Polak & Schwarz. Dat bedrijf liep goed in de jaren dertig, en is in de oorlog met geluk en met een verstandige, niet-Duitsgezinde bewindvoerder, Cook Brummer, intact gebleven - niet door de Duitsers ingepalmd. In de zomer van 1943 werd de familie Polak, inclusief Johan, tijdens een razzia in Amsterdam-Zuid, opgepakt en afgevoerd naar Kamp Westerbork. De familie werd na enkele dagen vrijgelaten, omdat de fabriek waar zij eigenaar van waren ook een speciale stof aan de Duitsers leverde. Brummer regelde begin 1944 onderduikplekken voor de familie Schwarz en Polak. Johan dook gedurende de rest van de oorlog samen met zijn moeder in de buurt van Barneveld onder.
Polak & Schwarz werd verkocht door de familie en in 1958 omgedoopt tot 'International Flavors & Fragrances Inc.' (IFF), inmiddels de grootste fabrikant van geur- en smaakstoffen ter wereld. Zodoende was Johan Polak vanaf de jaren vijftig een zeer welgesteld man. Zijn geld besteedde Polak niet alleen aan mooie boeken en andere esthetische zaken, maar ook ondersteunde hij steeds aankomende schrijvers en andere kunstenaars. Ook zijn tante Henriette Polak, de stichter van het Museum Henriette Polak in Zutphen was een belangrijke mecenas.
De 'aangenomen zoon' van Johan Polak was Rik van Dam (1950-2018).

## Uitgever
Gedurende de jaren vijftig gaf Polak onder meer les in klassieke talen aan het Spinoza Lyceum in Amsterdam maar ook begaf hij zich in de wereld van de uitgeverij van boeken en literaire tijdschriften. Zo assisteerde hij P.N. van Eyck bij de uitgave van de verzamelde werken van J.H. Leopold (1951-1952), zette hij de reeks 'Het Nieuwe Voorhout' op (1957) en stichtte het tijdschrift Cartons voor Letterkunde (1959-1962).
Op 7 april 1953 richtte hij samen met zijn leeftijdgenoten Wim J. Simons en Frits Knuf de niet-commerciële uitgeverij De Beuk op.
In 1962 begon hij samen met Rob van Gennep de uitgeverij Polak & Van Gennep, later Athenaeum - Polak & Van Gennep, kortweg Athenaeum, waaruit later de Athenaeum Boekhandels ontstonden, met vijf vestigingen. Een neef van Johan Polak, Rob Polak is nog bij de Atheneum Boekhandels betrokken. In 1968 gingen de firmanten uit elkaar. Hoewel beide mannen nog steeds vriendschappelijk elkaar bejegenden, was er in de loop van de tijd wel een kloof gegroeid tussen Van Gennep en Polak. Polak legde zich vooral toe op de mooie, goed verzorgde uitgaves van klassieke schrijvers, maar tegelijkertijd slecht verkopend. Van Gennep was daarentegen meer winstgericht. Polak ging verder met de oude naam, Van Genneps onderneming begon onder zijn eigen naam. Athenaeum was destijds de eerste Nederlandse uitgever die klassieke teksten opnieuw uitgaf. Ben Hosman was een medewerker van Polak; hij werd in 1983 directeur en nam ten slotte de uitgeverij over. Hij verkocht haar in 1989 aan boekhandelaar Ad ten Bosch, die haar op zijn beurt begin jaren negentig verkocht aan de b.v. Weekbladpers, waar Athenaeum - Polak & Van Gennep een imprint werd van Querido.

## Homo-emancipatie
Polak heeft aan de homo-emancipatie bijgedragen door in de jaren zestig openlijk voor zijn homoseksuele geaardheid uit te komen, en als bestuurslid van het COC. Hij was een van de drijvende krachten achter het vernieuwende tijdschrift over homoseksualiteit Dialoog (1965-1967). Als mecenas gaf hij opdrachten aan diverse kunstenaars, onder wie Carel Willink, en stond hij vele beginnende kunstenaars financieel bij.
Vanaf 1983 was hij beschermheer van het Genootschap voor Tegennatuurlijke Letteren, een club van schrijvers en wetenschappers die zich met homogeschiedenis en -letterkunde bezighouden, met leden als Gert Hekma, Fokas Holthuis, Nop Maas, Theo van der Meer, Cees van der Pluijm, Harry G.M. Prick, David Simaleavich, Paul Snijders en Ab van der Steur.

## Essays
In 1988 werd hem een eredoctoraat verleend door de Universiteit van Amsterdam. In de jaren tachtig begon hij ook cultuurhistorische essays te publiceren, veelal over klassieke en andere belangrijke schrijvers, van Herodotus via Plato, Vergilius, Quintilianus, Baudelaire, Wilde, Couperus, Leopold, Kaváfis tot George Steiner. Thema's die bij Polak steeds terugkeren zijn bloei en verval, decadentisme, antisemitisme en homofobie, de bedreiging van de beschaving en het doemdenken.

## Overlijden en erfenis
Polak overleed plotseling, 63 jaar oud. Zijn omvangrijke letterkundig archief, berustend bij het Gemeentearchief Amsterdam, werd toegankelijk voor zijn biograaf.

### Veilingen van nalatenschap
De schilderijen van Polak kwamen op de veiling van Christie's op 10 december 1992 en omvatten de lotnummers 169-209. De opvallendste schilderijen waren drie zelfportretten van Dick Ket en een van Jan Mankes. Er werd ook een origineel portret van de door Polak geliefde dichter Pieter Cornelis Boutens aangeboden van de hand van Annie Roland Holst-de Meester
Polaks privébibliotheek was zijn grote liefde. Na zijn overlijden is zijn boekenverzameling in mei 1993 geveild bij het Utrechtse veilinghuis Beijers. De ondertitel van de bijbehorende catalogus is veelzeggend: 'The most extensive, comprehensive, and exquisite Dutch private library in splendid condition'; de literaire handschriften werden niet in de veiling ingebracht en zouden zich nog bevinden in het omvangrijke archief van Johan Polak.
De opbrengst van beide veilingen bedroeg enkele miljoenen guldens.

### Stichting Johan Polak
Polaks omvangrijke nalatenschap wordt beheerd door de Stichting Johan Polak tot Instandhouding van het Bijzondere Boek. Voorzitter van de Stichting Johan Polak is de Utrechtse emeritus hoogleraar Moderne Nederlandse letterkunde Wiljan van den Akker. In 2023 werd de Stichting Johan Polak Poëzieprijs opgericht, die jaarlijks de Johan Polak Poëzieprijs zal toekennen. Van den Akker gaf in NRC te kennen dat de stichting van plan is de prijs, ter grootte van 50.000 euro, vijfentwintig jaar lang jaarlijks uit wil reiken.
In 2024 werd de prijs toegekend aan Sasja Janssen voor haar bundel Virgula. In 2025 kreeg Mustafa Stitou de prijs voor de bundel Waar is het lam?.

## Biografie
Koen Hilberdink schreef een biografie over Polak, J.B.W.P. Het leven van Johan Polak. Het boek verscheen op 30 mei 2017 bij uitgeverij Van Oorschot te Amsterdam. Een eerste hoofdstuk, over het begin van diens uitgeverschap, verscheen op 23 oktober 2012 ter gelegenheid van het 50-jarig bestaan van uitgeverij Athenaeum - Polak & Van Gennep. In de biografie komt Johan Polak naar voren als een dwingeland die jonge schrijvers, ja dan te nee homofiel, aan zich bond op voorwaarde van seksuele tegenprestaties.